# Jean Eric Habimana
Jean Eric Habimana, né le 1er janvier 2001 à Gisenyi, est un coureur cycliste rwandais.

## Carrière
Il est médaillé d'argent en contre-la-montre par équipes juniors aux Championnats d'Afrique de cyclisme sur route 2018 à Kigali et médaillé de bronze de la même épreuve aux Championnats d'Afrique de cyclisme sur route 2019 à Baher Dar.
Aux Championnats d'Afrique de cyclisme sur route 2021 au Caire, il est médaillé de bronze en contre-la-montre par équipes et médaillé d'argent en contre-la-montre individuel espoirs.
Sur le plan national, il est sacré champion du Rwanda de course en ligne junior en 2018 et champion du Rwanda du contre-la-montre junior en 2017 et 2019.

## Palmarès sur route
- 2017
  -  Champion du Rwanda du contre-la-montre juniors
- 2018
  -  Champion du Rwanda sur route juniors
  -  Médaillé d'argent du championnat d'Afrique du contre-la-montre par équipes
- 2019
  -  Champion du Rwanda du contre-la-montre juniors
  -  Médaillé de bronze du championnat d'Afrique du contre-la-montre par équipes
- 2021
  -  Médaillé d'argent du championnat d'Afrique du contre-la-montre par équipes
  -  Médaillé d'argent du championnat d'Afrique du contre-la-montre par équipes mixtes
  -  Médaillé d'argent du championnat d'Afrique du contre-la-montre espoirs
  -  Médaillé d'argent du championnat d'Afrique sur route espoirs

## Palmarès en VTT
- 2023
  -  Champion du Rwanda de cross-country